# Петеркин, Ричард
Ричард Н. Петеркин (англ. Richard N. Peterkin; род. 18 апреля 1948, Сент-Джорджес) — сент-люсийский спортивный функционер. Первый президент Олимпийского комитета Сент-Люсии (1992—2013).

## Биография
Ричард Петеркин родился 18 апреля 1948 года в гренадском городе Сент-Джорджес.
В 1992—2013 годах был первым президентом Олимпийского комитета Сент-Люсии. В период руководства Петеркина сборная Сент-Люсии впервые выступила в 1996 году на летних Олимпийских играх в Атланте. Уступил пост Кателине Фортуне Белроуз.
В 2009—2018 годах был членом Международного олимпийского комитета. Покинул его состав по достижении 70-летнего возраста.
В 2018 году был награждён серебряным Олимпийским орденом.
Выступает в печати Сент-Люсии с материалами по экономике.